# Celio Piccolomini
Celio Piccolomini (Siena, 1609 - Siena, 24 de maio de 1681) foi um cardeal do século XVIII.

## Biografia
Nasceu em Siena em 1609. Filho mais velho de Alessandro Piccolomini e Lucreazia Ugurgieri. Os outros irmãos eram Girolamo e outras duas crianças. Da mesma família dos Papas Pio II e Pio III; e os cardeais Giovanni Piccolomini (1517); Enea Silvio Piccolomini (1766); e Giacomo Piccolomini (1844).
Estudou na Universidade de Siena, onde obteve o doutorado em direito.
Foi para Roma e exerceu a advocacia. Tenente civil do auditor da Câmara Apostólica no pontificado do Papa Urbano VIII. Delegado do cardeal Alessandro Bichi ao rei da França para informá-lo sobre o estado do tratado de paz da Itália. Camareiro Privado do Papa Alexandre VII. Cônego da basílica patriarcal do Vaticano, Roma. Corrector libellorum supplicationem . Secretário de Memórias.
Eleito arcebispo titular de Cesareia, em 16 de outubro de 1656. Consagrado, domingo, 29 de outubro de 1656, basílica patriarcal da Libéria, Roma, pelo cardeal Giulio Sacchetti, auxiliado por Carlo de Vecchi, bispo de Chiusi, e por Francesco Ruccini, bispo de Pistoia e Prato. Núncio extraordinário na França para promover a paz com a Espanha e obter apoio para a Hungria na guerra contra os turcos. Núncio ordinário na França, de 27 de outubro de 1656 até agosto de 1663. Por causa do incidente entre a família do embaixador francês em Roma e os soldados corsos, teve que abandonar Paris e ir para Cambrai, onde foi perseguido pela população.
Criado cardeal sacerdote no consistório de 14 de janeiro de 1664; recebeu o gorro vermelho e o título de S. Pietro in Montorio, em 11 de fevereiro de 1664. Legado para Romandiola, em 21 de abril de 1664. Participou do conclave de 1667, que elegeu o Papa Clemente IX. Participou do conclave de 1669-1670, que elegeu o Papa Clemente X. Transferido para a sede metropolitana de Siena, em 18 de março de 1671. Participou do conclave de 1676, que elegeu o Papa Inocêncio XI.
Morreu em Siena em 24 de maio de 1681. Exposto e enterrado na catedral metropolitana de Siena, em frente ao altar de S. Caterina da Siena, no túmulo da família Avveduti.